# Wiesensee (Ebensee)
Die Wiesensee ist ein episodisches Kleingewässer in der Gemeinde Ebensee am Traunsee im Salzkammergut in Oberösterreich.

## Beschreibung
Der Wiesensee bildet sich in einem Toteisloch auf 790 m ü. A. am Nordfuß des Hochkogels, etwa 500 m südöstlich des Mittereckerstüberls. Jährlich zur Schneeschmelze, meist im Mai, füllt sich das Toteisloch. Je nach Witterung verschwindet der See nach einigen Tagen wieder.

## Entstehung
Vor etwa 15.000 Jahren war das Tal von einem Seitenarm des würmeiszeitlichen Traungletschers erfüllt. 
Während des Abschmelzens des Gletschers blieben im Talkessel am Fuß des Hochkogels Eisreste, die vom Hauptgletscher isoliert waren, zurück. Durch das langsame Auftauen des Permafrostes und durch das Wegfallen der Eislast im Bereich der Abhänge vom Hochkogel und Sulzkogel stürzten Hangschuttmassen auf den Eisrest und bedeckten diesen zur Gänze. Durch diese abdeckende Schicht gegen Sonneneinstrahlung wurde der Schmelzvorgang des Toteises verzögert. Dadurch entstand in der Folge eine mit Schuttmassen abgeschlossene Hohlform, deren Sohle durch eingeschwemmtes Feinmaterial abgedichtet wurde. In den folgenden Jahrtausenden wurde erosionsbedingt ein Abfluss in Richtung Mittereckerstüberl geschaffen. Dieser verursacht die Austrocknung des Toteisloches während der Sommer- und Wintermonate. Zur Zeit der Schneeschmelze und bei Hochwasser ist jedoch der Wasserzufluss aus den umliegenden Bergen größer als der Abfluss durch die eingeengten Erosionsrinnen.